# Lionel Stander
Pour les articles homonymes, voir Stander.
Lionel Stander, né le 11 janvier 1908 à New York dans le Bronx, et mort le 30 novembre 1994 à Los Angeles, est un acteur américain.

## Biographie[1]
Acteur américain, Lionel Stander débute au théâtre vers 1927 alors qu'il n'a que 19 ans. Il tourne ensuite dans plusieurs courts-métrages parlants, avant d'aborder le long-métrage avec Le Goujat (Hecht, MacArthur, 1935). Très rapidement, il impose sa gouaille et sa présence charismatique dans des films comme Soupe au lait (McCarey, 1936), L'Extravagant Mr. Deeds (Capra, 1936), Une étoile est née (Wellman, 1937) ou encore Les Bourreaux meurent aussi (Lang, 1943). S'il tourne régulièrement dans les années 40, sa carrière à Hollywood est brisée par le Maccarthysme, dont il est victime.

### Victime du Maccarthysme
Ainsi, entre 1951 et 1961, Lionel Stander ne parvient pas à tourner un seul film. Il est finalement sauvé de l'oubli par Roman Polanski, qui lui propose de venir jouer pour lui Cul-de-sac (Polanski, 1966), réalisé en Angleterre. Dès lors, la carrière de Lionel Stander redécolle en Europe et notamment en Italie, terre d'accueil de nombreux acteurs américains en manque de notoriété dans leur propre pays. Stander est ainsi à l'affiche de Pas de pitié pour les salopards (Stegani, 1968), Il était une fois dans l'Ouest (Leone, 1968), Casanova, un adolescent à Venise (Comencini, 1969), Milan calibre 9 (Di Leo, 1972), Les Aventures de Pinocchio (Comencini, 1972), Rapt à l'italienne (Risi, 1973)...

### Retour en grâce par la télévision à partir de 1979
Au milieu des années 70, Lionel Stander peut retourner aux États-Unis et sa carrière continue sous de bons auspices avec Le Pont de Cassandra (Cosmatos, 1976), New York, New York (Scorsese, 1977) et 1941 (Spielberg, 1979). Toutefois, il trouve enfin son emploi le plus populaire à la télévision dans la série Pour l'amour du risque où il incarne Max dans plus de 111 épisodes réalisés entre 1979 et 1984. Il abandonne le cinéma après Cookie (Seidelman, 1988) et continue à tourner des téléfilms jusqu'à sa mort en 1994 à l'âge de 86 ans.

## Filmographie

### Cinéma
- 1932 : In the Dough (en) de Ray McCarey
- 1933 : Salt Water Daffy de Ray McCarey : officier chef Lambert
- 1934 : Howd' Ya Like That? de Ray McCarey
- 1934 : Mushrooms de Ralph Staub
- 1934 : Pugs and Kisses de Ray McCarey
- 1934 : I Scream de Ray McCarey : Micky Moran
- 1934 : Smoked Hams de Lloyd French : Mr. Ivanitch
- 1935 : Guess Stars de Joseph Henabery
- 1935 : The Old Grey Mayor de Lloyd French : Alderman Tom Mulligan
- 1935 : Le Goujat (The Scoundrel) de  Ben Hecht et Charles MacArthur : Rothenstein
- 1935 : Vive l'amour (Hooray for Love) de Walter Lang : Chowsky
- 1935 : We're in the Money de Ray Enright : Leonidus Giovanni « Butch » Gonzola
- 1935 : Reine de beauté (Page Miss Glory) de Mervyn LeRoy : Nick Papadopolis
- 1935 : Le Gai Mensonge (The Gay Deception) de William Wyler : Gettel
- 1935 : Vivre sa vie (I Live My Life) de W. S. Van Dyke : Yaffit
- 1935 : La Fiancée imprévue (en) (If You Could Only Cook) de William A. Seiter : Flash
- 1936 : Soak the Rich (en) de Ben Hecht et Charles MacArthur : Muglia
- 1936 : Soupe au lait (The Milky Way) de Leo McCarey : Spider Schultz
- 1936 : La musique vient par ici (The Music Goes Round) de Victor Schertzinger : O'Casey
- 1936 : L'Extravagant Mr. Deeds (Mr. Deeds Goes to Town) de Frank Capra : Cornelius Cobb
- 1936 : Meet Nero Wolfe d'Herbert Biberman : Archie Goodwin
- 1936 : L'Amour au volant (They Met in a Taxi) d'Alfred E. Green : Fingers Garrison
- 1936 : L'École des secrétaires (More Than a Secretary) d'Alfred E. Green : Ernest
- 1936 : I Loved a Soldier d'Henry Hathaway (film inachevé)
- 1937 : Une étoile est née (A Star is Born) de William A. Wellman: Matt Libby
- 1937 : The League of Frightened Men (en) d'Alfred E. Green : Archie Goodwin
- 1937 : Le Dernier Gangster (The Last Gangster) d'Edward Ludwig : Curly
- 1938 : No Time to Marry (en) de Harry Lachman : Al Vogel
- 1938 : Le Professeur Schnock (Professor Beware) d'Elliott Nugent : Jerry
- 1938 : La Foule en délire (The Crowd Rears) de Richard Thorpe : 'Happy' Lane
- 1939 : La Féerie de la glace (Ice Follies of 1939) de Reinhold Schünzel : Mort Hodges
- 1939 : What a Life de Theodore Reed : détective Frank Ferguson
- 1940 : The Bride Wore Crutches (en) de Shepard Traube : 'Flannel-Mouth' Moroni
- 1940 : Hit Parade of 1941 de John H. Auer
- 1943 : Les bourreaux meurent aussi (Hangmen Also Die!) de Fritz Lang : Banya, le chauffeur de taxi
- 1943 : Idylle à Tahiti (en) (Tahiti Honey) de John H. Auer : Pinkie
- 1943 : Guadalcanal (Guadalcanal Diary) de Lewis Seiler : sergent. Butch
- 1945 : The Big Show-Off (en) de Howard Bretherton : Joe Bagley
- 1946 : Le Laitier de Brooklyn (The Kid from Brooklyn) de Norman Z. McLeod : Spider Schultz
- 1946 : Jack L'espagnol (en) (In Old Sacramento) de Joseph Kane : Eddie Dodge
- 1946 : A Boy, a Girl and a Dog de Herbert Kline : Jim
- 1946 : Specter of the Rose (en) de Ben Hecht : Lionel Gans
- 1946 : Gentleman Joe Palooka (en) de Cy Endfield : Harry Mitchell
- 1947 : Oh quel mercredi ! (The Sin of Harold Diddlebock), de Preston Sturges : Max
- 1948 : Appelez nord 777 (Call Northside 777) de Henry Hathaway
- 1948 : Texas, Brooklyn & Heaven de William Castle : Bellhop
- 1948 : Infidèlement vôtre (Unfaithfully yours) de Preston Sturges : Hugo Standoff
- 1948 : Trouble Makers (en) de Reginald Le Borg : 'Hatchet' Moran
- 1951 : Two Gals and a Guy : M. Seymour
- 1951 : St. Benny the Dip : Monk Williams
- 1963 : The Moving Finger de Larry Moyer : Anatole
- 1965 : Le Cher Disparu (The Loved One) de Tony Richardson : le gourou Brahmin
- 1965 : Promise Her Anything d'Arthur Hiller : Sam
- 1966 : Cul-de-sac de Roman Polanski : Richard
- 1966 : Opération fric (Sette Volte Sette) : Sam
- 1968 : Maldonne pour un espion (A Dandy in Aspic) d'Anthony Mann : Sobakevich
- 1968 : Pas de pitié pour les salopards (Al di là della legge)de Giorgio Stegani : le prêcheur
- 1968 : La Croisade maudite (Gates to Paradise) : Monk
- 1968 : Il était une fois dans l'Ouest (C'era una volta il West) de Sergio Leone : le barman
- 1969 : Casanova, un adolescent à Venise  de Luigi Comencini : Don Tosello
- 1969 : Zenabel : Pancrazio
- 1969 : H2S de Roberto Faenza : Le professeur
- 1969 : La Colline des bottes (La collina degli stivali) de Giuseppe Colizzi : Samuel
- 1970 : Wie kommt ein so reizendes Mädchen zu diesem Gewerbe? (de) : l'amiral
- 1971 : Miracle à l'italienne (Per grazia ricevuta) de Nino Manfredi : le pharmacien athée
- 1971 : The Gang That Couldn't Shoot Straight de James Goldstone : Baccala
- 1972 : Milan calibre 9 (Milano calibro 9) de Fernando Di Leo : l'Américain
- 1972 : Obsédé malgré lui (All'onorevole piacciono le donne) : cardinal Maravigli
- 1972 : Pinocchio (Le aventure di pinocchio) : Mange-Feu
- 1972 : L'Île au trésor (Treasure Island) de John Hough : Billy Bones
- 1972 : Don Camillo et les Contestataires (Don Camillo e i giovani d'oggi) de Mario Camerini : Giuseppe Bottazzi dit Peppone
- 1972 : Retraite mortelle (Pulp) de Mike Hodges : Ben Dinuccio
- 1973 : Ce cochon de Paolo (Paolo il caldo) : le grand-père de Paolo, Baron Castorini
- 1973 : Mais laissez-nous succomber à la tentation (Crescete e moltiplicatevi) de Giulio Petroni : Commandant Zullin
- 1973 : Partirono preti, tornarono… curati de Bianco Manini : Sam Thompson dit Tonaca
- 1973 : Rapt à l'italienne (Mordi e fuggi) de Dino Risi : Général
- 1973 : Tedeum : Stinky Manure
- 1974 : Di mamma non ce n'è una sola : Elia
- 1974 : Bill Cormack le fédéré de Joe D'Amato : le docteur Higgins
- 1974 : La Belle et le Puceau (Innocenza e Turbamento) : Salvatore Niscemi
- 1975 : La novice se dévoile (La Novizia) de Giuliano Biagetti : Don Nini
- 1975 : The Black Bird de David Giler : Gordon Immerman
- 1975 : Ah sì? E io lo dico a Zzzzorro! de Franco Lo Cascio : Père Donato
- 1976 : San Pasquale Baylonne protettore delle donne de Luigi Filippo D'Amico : Don Gervasio
- 1976 : Le Pont de Cassandra (The Cassandra Crossing)  de George Pan Cosmatos : Max, le conducteur du train
- 1977 : New York, New York de Martin Scorsese : L'imprésario Tony Harwell
- 1978 : Matilda de Daniel Mann : Pinky Schwab
- 1978 : Le Grand Coup (The Squeeze) d'Antonio Margheriti : Sam
- 1978 : Cyclone de René Cardona Jr. : Taylor
- 1979 : 1941 de Steven Spielberg : Angelo Scioli
- 1986 : La Guerre des robots (The Transformers: The Movie) de Shin Nelson :  Kup
- 1987 : Bellifreschi : Frank Santamaria
- 1989 : Cookie de Susan Seidelman : Enzo Della Testa
- 1989 : Ma belle-mère est une sorcière (Wicked Stepmother) de Larry Cohen : Sam
- 1991 : Joey Takesa Cab : Joey
- 1994 : The Last Good Time : Howard Singer

### Télévision
- 1965 : The Wednesday Play (série) : général Burroughs
- 1969 : Opération vol (It Takes a Thief) (série) : Max
- 1972 : Les aventures de Pinocchio (Le Avventure di Pinocchio) (mini-série) : le cracheur de feu
- 1977 : The Sunshine Boys (Téléfilm) : Al Lewis
- 1979 - 1984 : Pour l'amour du risque (Hart to Hart) (série) : Max
- 1986 : Clair de lune (Moonlighting) (série) : Max
- 1987 : CBS Summer Playhouse (série) : Sully Carson
- 1989 : The Boys (série) : Gene
- 1991 : Dream On (série) : Oncle Pat
- 1993 : Hart to Hart Returns (téléfilm) : Max
- 1994 : Hart to Hart: Home Is Where the Hart Is (téléfilm) : Max
- 1994 : Hart to Hart: Crime of the Hart (téléfilm) : Max
- 1994 : Hart to Hart: Old Friends Never Die (téléfilm) : Max
- 1995 : Hart to Hart: Secrets of the Hart (téléfilm) : Max

## Récompense
- Golden Globe 1983 : meilleur acteur dans un second rôle dans la série Pour l'amour du risque.